# 梅素薫
梅素 薫（ばいそ かおる、生没年不詳）とは、明治時代の絵師。作画期は明治20年代(1887～1896)　。本名・関根竹二郎。二世梅素玄魚、関根薫とも名乗った。明治中期の錦絵「東京自慢名物会」の見立模様などを描いた。

## 来歴
梅素亭玄魚の子。姓は宮城、名は薫。梅素または梅素亭と号す。明治20年代に活動し、化粧品店を経営していたという。衣服や図案の意匠の工夫に長け、豊原国周との合作で揃物の錦絵を版行している。1883年には大倉孫兵衛を版元に芝居の名場面を描いた絵本を多数刊行

## 作品
- 「見立昼夜　廿四時之内」　大判錦絵揃物　※明治23年（1890年）、国周との合作
- 「東京自慢名物会」　大判錦絵揃物　※明治29年、国周との合作